# Спекулос

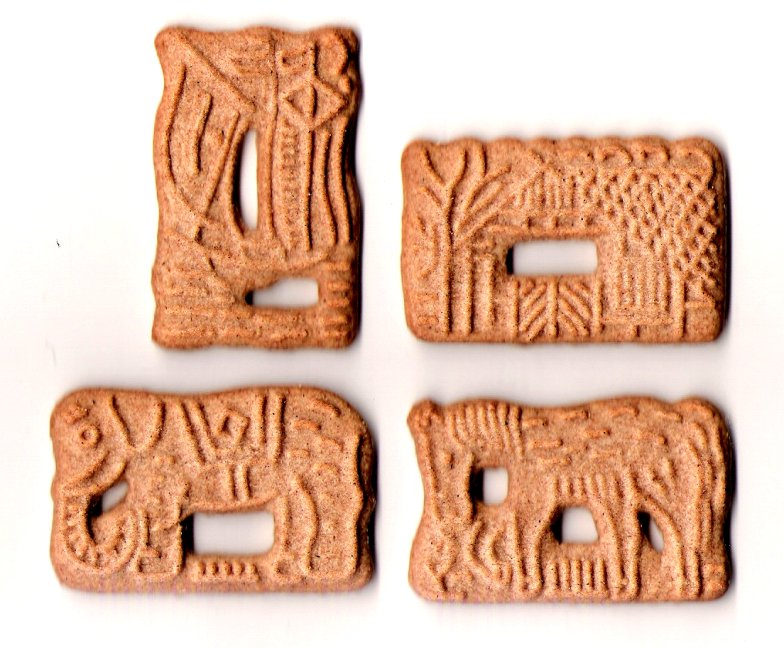
Спекулос

Спекулос или спекюлос (фр. spéculoos), также спекулас (нидерл. speculaas), шпекуляциус (нем. Spekulatius) — пряное хрустящее печенье родом из Бельгии и Нидерландов. Печенье распространено также в Германии и Дании, где его традиционно пекут к Рождеству. В Бельгии и Нидерландах спекулос первоначально пекли ко Дню св. Николая (6 декабря); в наши дни они выпекаются круглый год.
Тесто для печенья состоит из муки с добавлением разрыхлителя теста, коричневого сахара, сливочного масла и специй. В качестве пряностей обычно используют корицу, гвоздику, мускатный орех, кардамон и белый перец. Иногда в тесто добавляют миндальную муку или посыпают печенье сверху миндальными листочками.
Из теста при помощи деревянной или железной формы вырезают прямоугольные печенья, при этом фигурки представляют собой мотивы из жизни Св. Николая: корабль, крестьянский двор, слон, конь. Также встречаются изображения мельниц и прочих предметов. Готовое печенье тонкое и очень хрустящее.
Название «спекулос» происходит предположительно от лат. speculator — «видящий», «надзирающий»: этим словом в латинском языке могли называть епископа (коим являлся Св. Николай). По другой версии слово происходит от лат. speculum, «зеркало», указывая на зеркальное отображения рельефа на формах для вырезания печенья.
Вплоть до окончания Второй мировой войны спекулос были из-за высоких цен на специи довольно дорогим удовольствием, недоступным для простого народа. Сейчас печенье производится в промышленных масштабах, но также и по-прежнему выпекается в небольших кондитерских.